# Neoclytus suturalis
Neoclytus suturalis là một loài bọ cánh cứng trong họ Cerambycidae.